# ديفيد ليفرمور
ديفيد ليفرمور (بالإنجليزية: David Livermore)‏ هو مدرب كرة قدم ولاعب كرة قدم بريطاني في مركز الدفاع، ولد في 20 مايو 1980 في إدمونتون ‏ في المملكة المتحدة. لعب مع أولدهام أثلتيك وبرايتون أند هوف ألبيون وليدز يونايتد ونادي أرسنال ونادي بارنت ونادي لوتون تاون ونادي ميلوول وهال سيتي.

## وصلات خارجية
- ديفيد ليفرمور على موقع قاعدة بيانات كرة القدم.إي يو (الإنجليزية)
- ديفيد ليفرمور على موقع Soccerbase.com (لاعب) (الإنجليزية)